# Problemy Pierwszego Świata
Problemy Pierwszego Świata – potoczne określenie niedogodności w krajach Pierwszego Świata, na które narzeka się w obliczu braku obecności bardziej istotnych problemów. Anglojęzyczne sformułowanie First World problem zostało odnotowane w Oxford Dictionary Online w listopadzie 2012 r., a słownik Macquarie Dictionary Online uwzględnił je w grudniu 2012 r. Jest to podzbiór mylnego przekonania o względnym niedostatku.
Wyrażenie „problemy pierwszego świata” pojawiło się po raz pierwszy w 1979 r. w pracy G. K. Payne'a Built Environment, ale od 2005 zyskuje popularność jako mem internetowy, szczególnie na portalach społecznościowych takich jak Twitter (gdzie funkcjonuje jako popularny hasztag #FirstWorldProblems). Określenie to służy minimalizacji skarg na nieistotne niedogodności poprzez zawstydzenie osoby narzekającej, bywa także wyrazem samokrytyki. UNICEF przeprowadził badanie problemów Pierwszego Świata w Nowej Zelandii, uznając powolny dostęp do Internetu za najbardziej powszechny. Piosenka parodia „Weird Al” Yankovica, „First World Problems”, znalazła się na jego płycie z 2014 roku, Mandatory Fun.